# Área de Proteção Ambiental Rota do Sol
A Área de Proteção Ambiental Rota do Sol é uma das Unidades de Conservação do Governo do Estado do Rio Grande do Sul, Brasil.
Foi criada em 1997 pelo Decreto Estadual n ° 37.346, com 54.670 ha distribuídos entre os municípios de Cambará do Sul, Itati, Três Forquilhas e São Francisco de Paula. Seu bioma é o da mata atlântica e tem 71% de sua área bem preservada. Destina-se a servir como um corredor ecológico entre o Parque Nacional da Serra Geral e a Reserva Biológica da Serra Geral, proteger as nascentes dos rios Tainhas e Três Forquilhas e formar uma zona de amortecimento para a Estação Ecológica Estadual Aratinga, numa região de valor ecológico, paisagístico e cultural. Seu plano de manejo foi regulamentado em 2009 pela Portaria n° 22 da Secretaria do Meio Ambiente do Estado.